# Я все ще бачу тебе
«Я все ще бачу тебе» (англ. I Still See You) — американський фентезійний фільм-трилер 2018 року, поставлений режисером Скоттом Спіром за романом Деніела Вотерса «Розбий моє серце 1000 разів». Випуск стрічки в американський кінопрокат запланований компанією «Lionsgate» на 12 жовтня 2018 року. На екрани українських кінотеатрів фільм вийшов 18 жовтня цього ж року.

## Сюжет
Через незрозумілий паранормальний катаклізм на Землі зруйнувалися всі межі між нашим світом і світом, де існують так звані «залишки» — душі померлих людей. Цей катаклізм забрав мільйони життів, але тепер на нашій планеті живуть і ці примари. Дев'ять років нічого не заважало нам усім співіснувати в мирі, але колись це повинно було скінчитися. Старшокласниця Вероніка, яку друзі називають просто Роні, отримала жахливе повідомлення з іншого світу. Боячись за своє життя, дівчина попросила про допомогу в цій дивній справі свого загадкового однокласника Кірка. Як виявилося, на контакт із Роні вийшов залишок, який колись був убивцею. І він усе ще жадає крові.

## У ролях
| • Белла Торн          | … | Вероніка Кальдер      |
| • Дермот Малруні      | … | Аугуст Біттнер        |
| • Річард Гармон       | … | Кірк Лейн             |
| • Луїс Гертем         | … | доктор Мартін Штайнер |
| • Г'ю Діллон          | … | Матісон               |
| • Емі Прайс-Френсіс   | … | місіс Кальдер         |
| • Сара Томпсон        | … | Джанін                |
| • Шон Бенсон          | … | містер Кальдер        |
| • Девід Лоуренс Браун | … | Пескателлі            |
| • Алісія Джонстон     | … | скорботна мати        |
| • Кассандра Потенза   | … | Єва Біттнер           |

## Знімальна група
- Автор сценарію — Джейсон Фукс (за романом Деніела Вотерса «Розбий моє серце 1000 разів» (англ. Break My Heart 1000 Times))
- Режисер-постановник — Скотт Спір
- Продюсери — Пол Брукс, Леон Клеранс
- Виконавчі продюсери — Джейсон Фукс, Дуглас Джонс, Бред Кессел, Джефф Лівайн, Скотт Ніємеєр, Лор Вайссе
- Співпродюсер — Сіан Макартур
- Лінійний продюсер — Річард О'Бріен-Моран
- Оператор — Саймон Деннес
- Композитор — Беар Мак-Крирі
- Монтаж — Пол Ковінґтон
- Художник-постановник — Кевін Берд
- Художник-костюмер — Гезер Ніл
- Художники-декоратори — Стефен Арндт, Роберт К. Лорі, Грег Варкентін
- Артдиректор — Режан Лябрі
- Підбір акторів — Ейде Беласко